# 小行星90502
小行星90502（90502 Buratti）是一颗绕太阳运转的小行星，为主小行星带小行星。该小行星于2004年3月20日发现。
該小行星以美國行星科學家邦尼·布拉蒂命名。

## 轨道参数
小行星90502的轨道半长轴为596 202 092 km，3.9853081 UA，离心率为0.193。